# Mehrkörpersimulation
Die Mehrkörpersimulation (MKS) ist eine Methode der numerischen Simulation. Die Grundidee der Mehrkörpersimulation (MKS) besteht in der Simulation von räumlich bewegten Mechanismen, um Vorhersagen über deren Bewegungsabläufe im Zeitbereich (Positionen, Geschwindigkeiten und Beschleunigungen) und der hierbei auftretenden Kräfte (Antriebskräfte, Lagerkräfte, Kontaktkräfte, ...) treffen zu können. Hierzu wird ein mechanisches Mehrkörpersystem bestehend aus einer endlichen Zahl von starren oder flexiblen Körpern, in ein mathematisch beschreibbares Ersatzmodell überführt. Die Kopplung der Körper erfolgt über masselose kinematische Verbindungselemente (Lager, Gelenke,…), welche die Bewegungsmöglichkeiten der beteiligten Körper durch die Verringerung der Anzahl der Freiheitsgrade des Systems einschränken, oder über Kraftelemente wie z. B. Feder-/Dämpferelemente und Kontakte.
Die klassische MKS ging zunächst von sehr kleinen und daher vernachlässigbaren Deformationen der Körper aus (Starrkörpersimulation). Wesentliche Vereinfachungen sind hierbei die Konzentration der Bauteilmassen als Punktmassen im Körperschwerpunkt sowie die Annahme, dass die Abstände beliebiger Punkte eines Körpers zu jedem Zeitpunkt konstant sind. Später erfolgte eine Erweiterung um flexible Körper basierend auf dem Ansatz der modalen Reduktion sowie nichtlinearen FEM-Ansätzen.

## Grundlagen
Die Analyse von Mehrkörpersystemen erfolgt durch die Aufstellung und Lösung von Bewegungsdifferentialgleichungen. Die Bewegungsdifferentialgleichungen beschreiben die dynamischen Eigenschaften des Mehrkörpersystems. Nur bei extrem einfachen Systemen, die sich im Normalfall durch lineare Bewegungsgleichungen oder einen einzelnen Freiheitsgrad auszeichnen, kann dies analytisch geschehen. MKS-Programme erstellen die Bewegungsdifferentialgleichungen eines Mehrkörpersystems automatisch und Lösen diese mit Hilfe von Methoden der numerischen Integration, z. B. dem Runge-Kutta-Verfahren. Ein wichtiger Aspekt ist hierbei die Auswahl der Ortsvektoren und Drehmatrizen, welche die Lage der Körper des Systems im Raum beschreiben.
Die Mehrkörpersimulation ist eine sehr grobe Vereinfachung der realen Welt. Um ein System detaillierter und genauer abzubilden, wird das Verfahren daher oft mit anderen Simulationsverfahren kombiniert. Dabei werden die Methoden der Finite-Elemente-Methode (FE), numerischen Strömungssimulation, Thermodynamik, Regelungstechnik, wie auch spezielle Programme für Reifen, Gummielemente, Hydrolager und weitere Konstruktionssimulationen in das Mehrkörpermodell integriert.

## Bewegungsdifferenzialgleichungen
Die Komplexität und Anzahl der Bewegungsgleichungen hängen von der Art und Weise ab, wie die Position und Orientierung eines Körpers im Raum beschrieben wird. In kommerziell verfügbaren Programmen haben sich hier die absoluten Koordinaten und Relativkoordinaten durchgesetzt.

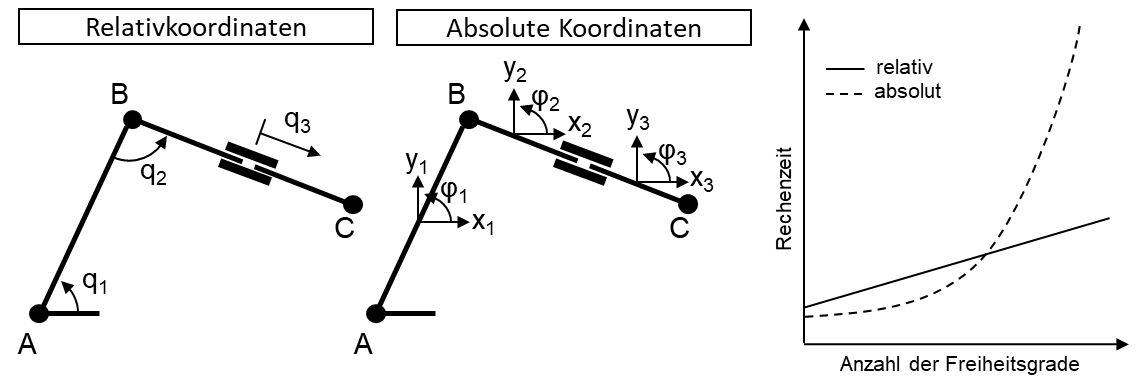
Darstellung eines Mehrkörpersystems in Relativkoordinaten und absolut Koordinaten und die damit verbundene Rechenzeit in Abhängigkeit der Freiheitsgrade

### Absolute Koordinaten
Bei absoluten Koordinaten (oder kartesischen Koordinaten) wird der Ortsvektor jedes Körpers relativ zu einem ortsfesten Inertialkoordinatensystem beschrieben. Jeder Körper erhält unabhängig von kinematischen Lagern sechs Freiheitsgrade, welches im Lösungsalgorithmus zusammen mit den sogenannten Geschwindigkeitsgleichungen zu zwölf Bewegungsgleichungen pro Körper führt. Die Abbildung von kinematischen Lagern erfolgt über zusätzliche Zwangsbedingungen (algebraische Gleichungen) zwischen den entsprechenden Koordinaten der beteiligten Körpern, was die Anzahl der Gleichungen in dem zu integrierenden differential – algebraischen Gleichungssystem (DAE) weiter erhöht. Dieser Ansatz führt in der Regel zu einer hohen Anzahl an zu integrierenden Gleichungen mit dünnbesetzten Matrizen und einer konstanten Massenmatrix.

### Relativkoordinaten
Im Fall von Relativkoordinaten, wird der Ortsvektor jeweils relativ zu seinem Vorgänger in einer kinematischen Kette bestimmt. Gelenkverbindungen führen dann zu einer Reduktion der Anzahl der zu integrierenden Gleichungen, da diese die Bewegungsmöglichkeiten zwischen den beteiligten Körpern einschränken. Auf der anderen Seite führt dieser Ansatz zu einer positionsabhängigen und damit zeitabhängigen Massenmatrix, die im Gegensatz zum absoluten Koordinatenansatz zu jedem Lösungszeitpunkt erneut invertiert werden müsste. Dieser Nachteil wird durch die Verwendung von rekursiven Formulierungen weitgehend eliminiert. Darüber hinaus führen Relativkoordinaten aufgrund der starken Kopplung der Koordinaten im beschreibenden Differentialgleichungssystem zu dicht besetzten Matrizen, die die Verwendung von sogenannten „Sparse Solvern“ ausschließen.
Bei einem Vergleich, stehen bei den absoluten Koordinaten viele aber einfache Gleichungen wenigen aber komplexen Gleichungen bei den Relativkoordinaten gegenüber. Einfachere Gleichungssystem sind in der Regel effizienter lösbar, allerdings steigt der Aufwand und damit die Rechenzeit mit steigender Anzahl an Freiheitsgraden stark an. Dagegen ist der Zusammenhang zwischen Rechenzeit und Freiheitsgraden bei Relativkoordinaten linear und deshalb eher geeignet für große und komplexe MKS-Modelle. Aufgrund der geringeren Rechnerleistung am Anfang der Entwicklung von MKS-Programmen, konnten nur Modelle mit wenigen Freiheitsgraden gelöst werden. Daher basieren ältere MKS-Programme wie MSC.ADAMS auf absoluten Koordinaten, während neuere MKS-Programme wie RecurDyn den Ansatz mit Relativkoordinaten gewählt haben.

### Formulierung der Bewegungsdifferenzialgleichungen
Die Formulierung der Bewegungsdifferenzialgleichungen erfolgt in kommerziellen Softwareprodukten mit dem Verfahren nach Newton-Euler mit Hilfe des Prinzips der virtuellen Arbeit von d’Alembert und dem Prinzip der virtuellen Leistung von Jourdain oder durch die Aufstellung von Energiebilanzen nach Lagrange.
Im einfachsten Fall lautet der Ansatz der Bewegungsgleichungen:
{\displaystyle \mathbf {M} (\mathbf {q} )\mathbf {\ddot {q}} -\mathbf {Q} =0}
Hierbei bezeichnet {\displaystyle \mathbf {M} } die Massenmatrix des Gesamtsystems und {\displaystyle \mathbf {Q} } den Vektor aller auf die Körper wirkenden Kräfte. Der Vektor {\displaystyle \mathbf {q} =(q_{1},q_{2},...q_{n})^{T}} beschreibt den Vektor der unabhängigen Freiheitsgrade des Systems. Dieser definiert die Position jedes Körpers zu jedem Zeitpunkt eindeutig. Das entstehende System gewöhnlicher Differentialgleichungen (ODE – Ordinary Differential Equations) zweiter Ordnung entspricht prinzipiell dem zweiten Newtonschen Gesetz ({\displaystyle {\vec {F}}=m\cdot {\vec {a}}}), in dem die Massenmatrix {\displaystyle \mathbf {M} } multipliziert mit dem Beschleunigungsvektor {\displaystyle \mathbf {\ddot {q}} } dem Kraftvektor {\displaystyle \mathbf {Q} } gleichgesetzt wird.
Im Sonderfall von geschlossenen kinematischen Ketten, wie diese z. B. bei einem einfachen Viergelenk gegeben ist, entspricht die Anzahl der Relativkoordinaten nicht mehr der Anzahl der realen Freiheitsgrade. In diesen Fällen müssen kinematische Ketten durch die Einführung von Schnittgelenken unterbrochen werden, was zu algebraischen Zusatzgleichungen führt. Hierdurch expandiert das ursprüngliche ODE zu einem differential - algebraisches Gleichungssystem (DAE – Differential Algebraic Equations).
Gelenke oder Lager werden durch Zwangsbedingungen in das Gleichungssystem aufgenommen. Die Zwangsbedingungen {\displaystyle \Phi } werden wie folgt definiert:
{\displaystyle \mathbf {\Phi } (\mathbf {q} ,t)=0}
Deren partielle Ableitungen nach der unabhängigen Koordinate {\displaystyle \mathbf {q} } lässt sich mit Hilfe der Jacobimatrix {\displaystyle \mathbf {J} } bilden.
{\displaystyle \mathbf {\Phi } _{q}=\mathbf {J} ={\partial \mathbf {\Phi } (\mathbf {q} ,t) \over \partial \mathbf {q} }}
Die Verknüpfung der Zwangsbedingungen mit den Differentialgleichungen erfolgt über die Einführung korrespondierender Lagrange Multiplikatoren {\displaystyle \lambda } und deren Multiplikation mit der transponierten Jacobimatrix {\displaystyle \mathbf {J} } der Zwangsbedingungen.
{\displaystyle {\begin{bmatrix}\mathbf {M} (\mathbf {q} )\mathbf {\ddot {q}} +\Phi _{q}^{T}\lambda -\mathbf {Q} \\\Phi \end{bmatrix}}=0}
Differentialgleichungen zweiter Ordnung können nur aufwendig numerisch integriert werden. Deshalb wird eine Ordnungsreduktion durch die Einführung von zusätzlichen Geschwindigkeitsgleichungen durchgeführt. Es entsteht dabei das folgende DAE System mit dem Lösungsvektor: {\displaystyle \mathbf {y} _{n}={\begin{bmatrix}\mathbf {q} _{n}&\mathbf {v} _{n}&\mathbf {\lambda } _{n}\end{bmatrix}}^{T}}zum Zeitpunkt {\displaystyle t=n}.
{\displaystyle {\begin{bmatrix}\mathbf {M} (\mathbf {q} )\mathbf {\dot {v}} +\Phi _{q}^{T}\lambda -\mathbf {Q} \\\mathbf {v} -\mathbf {\dot {q}} \\\Phi \end{bmatrix}}=0}

## Flexible Mehrkörpersimulation
Die einfachste Möglichkeit, Flexibilität in ein Mehrkörpersystem einzubringen, ist die Verwendung von Lumped-Mass-Modellen oder Balkenelementen. Diese Methoden sind unkompliziert und zeichnen sich durch kurze Rechenzeiten aus, stoßen jedoch schnell an ihre Grenzen.
In „Lumped-Mass“-Modellen sind die Körper durch mehrere Feder-Dämpfer-Elemente verbunden, was nur die Abbildung sehr einfacher Geometrien ermöglicht. Diese Modelle bieten eine vereinfachte Darstellung komplexer Strukturen, sind jedoch in ihrer Genauigkeit und Anwendung stark eingeschränkt. Die Balkentheorie von Euler-Bernoulli setzt voraus, dass bei einer Biegung eines Balkenelements nur kleine Verformungen und keine wesentlichen Schubdeformationen auftreten. In der Praxis kann dies nicht immer für alle MKS-Modelle gewährleistet werden. Der Timoschenko-Balken erweitert die Euler-Bernoulli-Theorie um eine räumliche Ableitung zweiter Ordnung, wodurch auch Schubdeformationen berücksichtigt werden können.
Zu den rechenzeitintensiveren, aber deutlich genaueren Methoden gehören die modale Reduktion oder die direkte Integration von Ansätzen der Finite-Elemente-Methode (FEM). Diese Verfahren bieten eine höhere Genauigkeit und ermöglichen die Abbildung komplexerer Geometrien und Deformationsverhalten, erfordern jedoch einen höheren Rechenaufwand.

### Modale Reduktion
Bei der modalen Reduktion wird ein oder mehrere Körper aus dem Mehrkörpersystem, dessen Flexibilität nicht zu vernachlässigen ist, anhand seiner externen Eigenschaften abgebildet. Hierzu muss jedoch vor der eigentlichen Simulation festgelegt werden, wo die Anschlusspunkte an das restliche System sind. Die modale Reduktion beginnt dann mit der Durchführung einer Finite-Elemente-Analyse (FEA) zur Bestimmung der Eigenmoden und Eigenfrequenzen eines Körpers (z. B. Eigenformen aus einer Modalanalyse beim Craig-Bampton-Verfahren). Anschließend werden die bedeutendsten Moden, typischerweise diejenigen mit den niedrigsten Frequenzen, ausgewählt. Diese Moden werden verwendet, um die Freiheitsgrade des Systems auf diese wichtigen Moden zu projizieren, wodurch das System vereinfacht wird. Die Bewegungsgleichungen des reduzierten Systems werden dann aufgestellt, indem die ausgewählten Moden genutzt werden. Das reduzierte Modell bildet dann die Grundlage für die dynamische Analyse in der Mehrkörpersimulationssoftware.

### FEM-Ansatz
In der Mehrkörpersimulation (MKS) ermöglicht der FEM-Ansatz eine hochdetaillierte Modellierung flexibler Körper, indem jedes Element und seine Verformungen präzise berechnet werden, was jedoch aufgrund der deutlich höheren Anzahl an Freiheitsgrade einen hohen Rechenaufwand erfordert. Im Gegensatz dazu reduziert die modale Reduktion die Komplexität, indem nur die wichtigsten Schwingungsmoden des Systems berücksichtigt werden, was die Anzahl der Freiheitsgrade und damit den Rechenaufwand erheblich verringert. Während der FEM-Ansatz eine sehr hohe Genauigkeit bietet, insbesondere bei nichtlinearen Verformungen, ist die modale Reduktion effizienter, jedoch mit Einschränkungen bei extrem komplexen Problemen.
Dank schneller Prozessoren und moderner Formulierungen des Gleichungssystems, wie der Verwendung von Relativkoordinaten, wird die direkte Integration von flexiblen Körpern immer beliebter. Der lineare Zusammenhang zwischen den Freiheitsgraden und der Rechenzeit in MKS-Programmen, die auf Relativkoordinaten basieren, begünstigt die Nutzung des FEM-Ansatzes. Bei MKS-Programmen, die auf absoluten Koordinaten basieren, steigt die Rechenzeit durch die Berücksichtigung flexibler Körper überproportional an. Dies liegt an der zusätzlichen Anzahl an Gleichungen, die durch die Freiheitsgrade berücksichtigt werden müssen. In solchen Fällen ist in der Regel die modale Reduktion die geeignetere Methode.

## Anwendungsgebiete
Kinematische Systeme sind Bestandteil unseres täglichen Lebens. Sie reichen von einfachen Pendeln bis zu kompletten Fahrzeugen. Mit der Mehrkörpersimulation kann der Bewegungsablauf solcher Systeme berechnet und analysiert werden. Die Simulation liefert Ergebnisse über Kräfte, Geschwindigkeiten, Beschleunigungen und Kontakte der Körper.
Im Automobilbereich werden MKS-Systeme seit mehreren Jahren intensiv eingesetzt, z. B. zur Analyse von Fahrwerken. Hierfür gibt es besondere Erweiterungen der MKS-Programme.
Ein weiteres Beispiel für den Einsatz der MKS ist die Analyse von Ladespielen bei Löffelbaggern. Es werden z. B. die dynamischen Belastungen in den Lagerpunkten berechnet. Das MKS-Modell kann zusätzlich durch die Integration des Hydrauliksystems erweitert werden. Kräfte für die Bewegung des Baggerarms werden dann aus der Hydrauliksimulation bereitgestellt.
Die Integration einer FE-Analyse in das MKS-Modell ermöglicht eine Berechnung der Bauteilbelastungen während der Bewegung.
Beispiele für weitere Anwendungsgebiete:
- Bewegungsanalyse von komplexen kinematischen Systemen, wie z. B. in der Robotik[32][33], in der Luft- und Raumfahrt[34] oder in der Elektrotechnik (SMT Maschinen)[35]
- Ermittlung dynamischer Bauteilbelastungen z. B. bei Werkzeugmaschinen[36]
- Bereitstellung dynamischer Lastannahmen für die FEM
- Lokalisierung von Konstruktionsdefiziten existierender Maschinen
- Realisierung des Virtual Prototyping[37]
- Beantwortung biomechanischer Fragestellungen

## Kommerzielle Software
Es gibt verschiedene Arten von kommerzieller Software für die Mehrkörpersimulation wie z. B. Simcenter Motion von Siemens PLM, RecurDyn von FunctionBay, ThreeParticle/CAE von BECKER 3D, ADAMS von MSC Software bzw. durch den Unternehmenskauf jetzt ein Bestandteil von Hexagon, DS Simulia von Simpack bzw. durch den Unternehmenskauf jetzt ein Bestandteil von Dassault Systèmes.

## Freie Software
Es gibt einige freie Pakete. Das vom Institut für Luft- und Raumfahrtwissenschaften und -technologien des Politecnico di Milano entwickelte MBdyn ist mit einigen Beispielen und einer Real-time-Version verfügbar.
FreeDyn ist eine Software aus Österreich, die auch mechatronische Module hat.
MBSim entstand am Lehrstuhl für Angewandte Mechanik der Technischen Universität München und bietet unter anderem Module für flexible Körper, Hydraulik und Regelung.